# Cratere Steinheil
Steinheil è un cratere lunare di 63,28 km situato nella parte sud-orientale della faccia visibile della Luna.